# Tango della morte

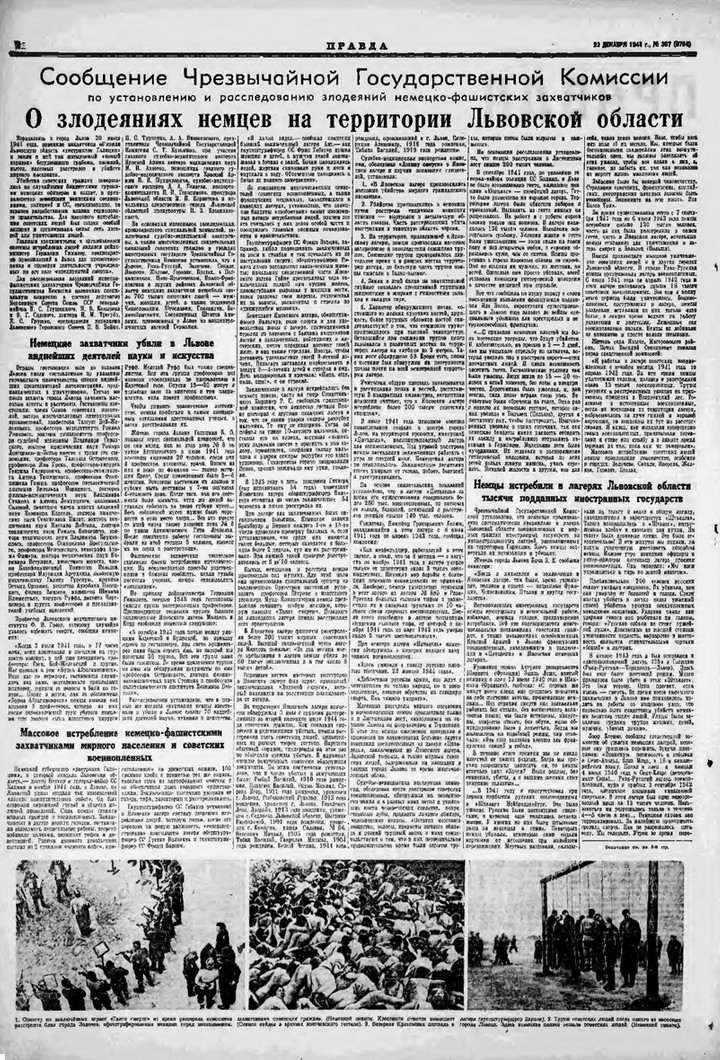
Articolo della Pravda sui risultati dell'inchiesta della Commissione straordinaria sovietica sui crimini nazisti nell'oblast' di Leopoli, 23 dicembre 1944

Nella tradizione memoriale del lager di Janowska, il Tango della morte (in tedesco Todestango; in russo Танго смерти?, Tango smerti) fu un brano musicale commissionato dalle SS a un musicista ebreo detenuto, affinché fosse eseguito dall'orchestra dei prigionieri durante lo sterminio di altri internati. Il tango sarebbe stato poi interpretato dagli orchestrali per loro stessi, uccisi uno alla volta poco prima dello smantellamento del lager (1943).
La vicenda riflette una realtà storica, ma sembra essersi ricomposta in una trama leggendaria, suggestiva ed emblematica delle atrocità del nazismo. Le testimonianze dei sopravvissuti nell'immediato (1944) confermano che durante gli atti di sterminio suonava l'orchestra, ma non menzionano mai un tango. Il modo drammatico dello sterminio degli orchestrali, a sua volta, è attestato da poche testimonianze oculari, tardive o filtrate da resoconti di propaganda sovietici.
Di un brano intitolato Todestango non esistono partiture, ma solo rare reminiscenze, emerse a distanza di anni in tre diverse versioni. Una non è mai stata riconosciuta; le altre due sono state ricondotte ai tanghi Plegaria di Eduardo Bianco (1927) e To ostatnia niedziela di Jerzy Petersburski (1935).
Alcuni, con tutti i limiti imposti dall'assenza di prove documentali, sostengono che il brano fosse un arrangiamento di To ostatnia niedziela. Secondo altri, il Todestango non era una melodia speciale, ma un concetto astratto che rifletteva la percezione, da parte degli internati, di qualunque brano eseguito durante impiccagioni e fucilazioni.
La narrazione tradizionale sul Tango della morte è in ogni caso un'importante testimonianza sul vissuto dei prigionieri e sull'abuso nazista della musica, che nei campi di concentramento e sterminio non fu solo strumento di resistenza dei deportati, ma anche strumento dei persecutori per annichilire l'umanità delle loro persone.

## Storia

### Orchestra dei prigionieri di Janowska
Sebbene l'impiego della musica per vari fini sia documentato nella maggior parte dei campi di concentramento e in quasi tutti i campi di sterminio nazisti, gli organici degli ensemble potevano variare di molto dall'uno all'altro lager: dal semplice trio di Treblinka fino all'orchestra stabile di 80-120 elementi del campo principale di Auschwitz. Il più delle volte, un campo nazista possedeva un ensemble di medie dimensioni di archi e fiati. Bełżec e Sobibór ebbero piccoli ensemble simili a quello di Treblinka, che crebbe fino a dieci componenti. È quasi indocumentata l'attività musicale di Chełmno e Majdanek.
Il lager di Janowska a Leopoli è stato poco indagato fino agli anni Novanta: solo la perestrojka prima, e l'indipendenza dell'Ucraina poi, hanno reso disponibile un maggior numero di documenti storici sullo sterminio degli ebrei in Galizia. Janowska fu un campo misto: creato nel 1941 come campo di lavoro, divenne poi campo di transito verso Bełżec (1942), ma vi si svolse anche una continua attività di sterminio, in genere per fucilazione e anche indipendentemente da deportazioni o da selezioni di inabili al lavoro. Pur in assenza di camere a gas, il numero delle vittime fu molto alto (almeno 80000 secondo le stime più accurate).
Stando alla narrazione tradizionale, fu per iniziativa del comandante del lager Gustav Willhaus e del vicecomandante Richard Rokita che Janowska dispose di un'orchestra di circa 40 elementi, musicisti di Leopoli, in genere professionisti. Si sono tramandati i nomi di: Jakub Mund, compositore e direttore d'orchestra del Teatro dell'Opera; Leonid Striks, violinista e docente del Conservatorio; Alfred Stadler, direttore d'orchestra; Marceli Horowitz, violinista; Leon Eber, violoncellista; Zygmunt Schatz (Szac), violinista folk; Józef Herman, Leon Zak; Vogel, oboista; Breier e Hildebrand.
Altri nomi appaiono saltuariamente nelle testimonianze, completi (Henryk Apter, Aron Dobszik, Józef Frenkel, Adolf Gimpel, Józef Hand, Willem Kristel, Maks Striks) o incompleti (Pollak, Priwes, Skolka). Alcuni dei nomi elencati da fonti primarie e secondarie vanno palesemente esclusi dall'organico orchestrale del lager; non è chiaro, in ogni caso, se i musicisti individuati siano morti a Janowska o nel ghetto di Leopoli.
Nessun musicista internato a Janowska sopravvisse all'Olocausto. Tre persone, tra quelle indicate per nome e cognome, sono incluse nel database delle vittime della Shoah di Yad Vashem e risultano musicisti di professione: Leonid (Leon) Striks,, Marceli Horowitz e Adolf Gimpel. Ci sono poi uno Józef Frenkel che risulta contabile e alcuni Jakub (Jakob, Yakiv, Yakub) Mund, due dei quali risultano morti nel 1942, prima dello smantellamento del campo.

### Funzione e repertorio
Nei lager nazisti, la musica accompagnava gli appelli e segnava i ritmi delle marce, da e verso il lavoro forzato, ma era usata anche in altri frangenti, tra cui le esecuzioni dei prigionieri. Questo sadico impiego, non avulso da feroci tratti disciplinari, affiancava nei campi di concentramento e sterminio numerosi altri scopi: d'ordine, rappresentativo, celebrativo, d'inganno, di puro diletto degli ufficiali.
Le orchestre dei campi di sterminio erano a volte costrette a suonare anche durante l'arrivo dei prigionieri e le selezioni, al termine delle quali gli internati giudicati inabili al lavoro erano messi a morte; si sostiene poi che singoli orchestrali fossero obbligati a suonare anche presso i forni crematori. Sebbene queste pratiche fossero occasionali, esse lasciavano ai musicisti sopravvissuti depressione e senso di colpa per il resto della vita.
Dalle dichiarazioni dei superstiti di Janowska si apprende che anche in questo lager la musica accompagnava la marcia di andata e ritorno dal lavoro forzato, così come gli stermini dei prigionieri. Willhaus amava ascoltare l'orchestra, e alcune testimonianze sostengono che si tenessero serate di musica classica con Bach, Grieg e Wagner nella sua villa adiacente al lager. L'impiego dell'ensemble durante la marcia è testimoniato da uno schizzo del superstite Zeev Porath.
Il tango, ballo popolarissimo nell'anteguerra, fu spesso parte del repertorio vocale degli internati: molti tanghi cantati nei lager nazisti sono stati raccolti nelle collezioni Kaczerginski e Kulisiewicz custodite all'USHMM di Washington. Gli ebrei avevano una particolare predilezione per il tango per via del carattere malinconico e nostalgico dei suoi testi e delle sue sonorità, alla cui definizione avevano peraltro contribuito dopo l'ondata migratoria in Argentina provocata dai pogrom russi (fine XIX secolo). Delle circa 200 partiture conservate al museo di Auschwitz-Birkenau, dodici sono tanghi.
La musica strumentale dei lager includeva marce militari, canzoni popolari, inni, musica leggera e da ballo, melodie d'operetta, temi cinematografici, brani classici, arie d'opera. Il repertorio includeva anche il tango, almeno stando alle testimonianze di alcuni sopravvissuti, ma nell'insieme l'importanza del ballo argentino fu probabilmente minore. La marcia, per sua stessa natura, era invece di routine nella dislocazione dei prigionieri.

### Origine del mito
La vicenda del Tango della morte si formalizzò in una puntuale accusa mossa dal procuratore aggiunto sovietico Lev Smirnov al processo di Norimberga, come risulta dai verbali del 14 febbraio 1946.
Il 18 febbraio il procuratore precisò ulteriormente l'accusa:
Smirnov introdusse al processo molti dossier della Črezvyčajnaja Gosudarstvennaja Komissija (ČGK), la commissione straordinaria sovietica per le indagini sui crimini di guerra nazisti. Il rapporto sulla regione di Leopoli includeva una fotografia acquisita dall'Armata Rossa nel quartier generale della Gestapo e registrata come segue:
A sua volta, il dossier della ČGK trae origine dalle indagini di Sergej Kuz'min, che riferisce di aver appreso della vicenda nell'estate 1944, ma senza aver potuto ricostruire le note del tango: ciò a causa del dolore dei testimoni, ex prigionieri, incapaci di richiamare alla memoria un simile atroce ricordo. Questa spiegazione sembra di comodo, o almeno in contrasto con i successi che Kuz'min era solito vantare nella ricostruzione dei fatti dalla voce dei sopravvissuti.
Le testimonianze rese nel settembre 1944 alla ČGK sull'orchestra di Janowska furono molto contraddittorie, ed ebbero un punto particolarmente critico: nessuna menzionava uno speciale brano destinato alle esecuzioni, né un tango, che appare solo nel rapporto della Commissione (novembre 1944).
La ČGK concluse che i musicisti furono uccisi «uno alla volta sotto gli occhi degli altri»; tuttavia, il 23 dicembre 1944, la Pravda uscì con un reportage sull'inchiesta che, in un'offensiva propagandistica, esacerbava i crimini tedeschi a Janowska ma attenuava le vicende relative all'orchestra e ometteva ogni dettaglio sulla dinamica delle uccisioni. Fu questa versione che attraverso l'accusa di Smirnov entrò nel processo di Norimberga.
L'epilogo leggendario degli orchestrali uccisi uno per volta a colpi di pistola, mentre eseguono il tango «nello spirito della mistica wagneriana e a imitazione della haydniana Sinfonia degli addii», si basa sulla testimonianza della superstite Anna Korolëvna Pojcer, che disse di aver assistito alla scena dalla finestra della cucina militare. L'ex detenuta ne riferì in interrogatorio il 12 settembre 1944, e avrebbe poi ripetuto la deposizione davanti al tribunale militare di Krasnodar nel 1965. Due report sul processo di Krasnodar furono pubblicati più tardi dal generalmaggiore Michail Tokarev (1979) e dallo stesso Kuz'min (1985). Entrambi adottarono uno stile inusuale, quasi letterario, come fossero stati presenti ai fatti.

### Diffusione e sviluppo
La denunzia di Smirnov non ebbe risonanza nei quotidiani tedeschi. Ne parlarono invece The Jewish Telegraph Agency e il settimanale ebraico Aufbau, quest'ultimo in un trafiletto di 24 righe a pagina 7 dell'edizione del 22 febbraio 1946. Intitolato Der Todestango, l'articolo ricamava sul resoconto di Smirnov, evocando i «toni cupi [düstere Klänge] del Tango della morte» e collocando i fatti in due distinti lager, Janowska e Bełżec. Secondo il giornalista Dirk E. Dietz fu questo trafiletto a offrire la base per lo sviluppo e la diffusione della leggenda intorno al tango: la vicenda non fu più trattata a Norimberga e, se non avesse trovato eco, sarebbe stata presto dimenticata.
Alla sua diffusione contribuirono invece due organizzazioni nell'immediato dopoguerra: il Jewish Black Book Committee, attraverso la pubblicazione del Libro nero di Grossmann ed Ėrenburg (edizione newyorkese), e la Commissione storica centrale ebraica di Łódź, che diede alle stampe Die Todesbrigade di Leon Wells, Die Vernichtung der Lemberger Juden di Philip Friedman e Die Universität der Mörder di Michał Borwicz. Wells e Borwicz erano reduci di Janowska. Anche Wiesenthal contribuì a pubblicizzare la vicenda, narrandone l'origine nell'autobiografia Gli assassini sono tra noi.
Dietz ritiene che le tre pubblicazioni della Commissione si influenzarono reciprocamente: gli autori furono in contatto, poterono completarsi e correggersi a vicenda, e la Commissione stessa incaricò Friedman di apportare le «necessarie correzioni redazionali» al testo di Wells. Borwicz invece sembra aver usato proprio il testo di Friedman per le memorie sul Tango della morte. Lo studio di Friedman e le memorie di Wells presentano entrambe un'anomalia o un'autocontraddizione nell'indicazione del fondatore dell'orchestra. Il Libro nero menziona la vicenda in una narrazione mutuata parola per parola dall'accusa di Smirnov.
La storiografia ha consolidato la narrazione canonica sul Todestango. In controtendenza si sono posti, oltre a Dietz (2022), la studiosa di letteratura Ola Hnatiuk (2020), che ha rilevato puntuali incongruenze nei fatti narrati, e il criminologo Willem de Haan (2021 e 2023), che ha sottoposto i fatti a critica e concluso per l'esistenza di una narrazione mitologica su una base di verità. Tutti tranne de Haan sostengono che il Tango della morte non fosse una composizione specifica.

## Aspetti critici

### Documentazione fotografica

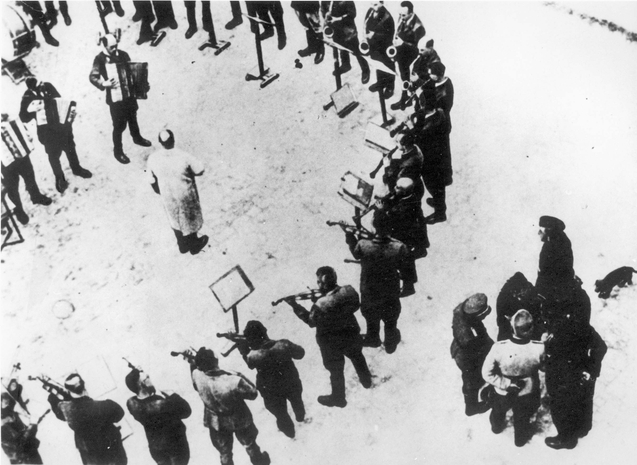
L'immagine iconica del Tango della morte: è dubbio se si tratti dell'orchestra del lager di Janowska o di quella del ghetto di Leopoli

La documentazione fotografica sull'orchestra di Janowska presenta aspetti dubbi, ma ha avvalorato suggestivamente la narrazione sul Tango della morte. L'immagine più celebre e iconica mostra un ensemble disposto in cerchio: i musicisti sono una trentina, ma solo la metà inquadrati per intero; la foto è incompleta e lascia presumere che manchi circa un quarto dell'orchestra. Gli orchestrali sono in uniforme e non in abiti da campo; a destra in basso si scorgono un gruppo di militari e un bassotto. La pavimentazione, ben visibile nelle copie a risoluzione migliore, non pare corrispondere alle descrizioni di Janowska offerte dal superstite David Kahane, dalla ČGK e dal Libro nero.
Mancano certezze sull'autore della fotografia, anche perché l'acquisizione di essa da parte dei sovietici è narrata in tre diverse versioni. Il report della ČGK la indicò come immagine prelevata dall'Armata Rossa, e il memoriale di Kuz'min lo conferma in una didascalia. Ma lo stesso Kuz'min descrive un'immagine simile quando parla di quelle a lui trasmesse dall'ex prigioniero Herman Lewinter nel 1944. Ignora invece la testimonianza di Anna Pojcer, riferita da Tokarev: al processo di Krasnodar la donna avrebbe dichiarato di essere stata proprio lei a consegnare la foto alle autorità sovietiche.
Stando al racconto di Anna Pojcer, la fotografia fu presa di nascosto da un prigioniero di nome Streissberg, poi impiccato dalle SS. L'analisi stilistica dell'immagine, nonostante una prima impressione di dilettantismo e frettolosità, rivela però, secondo la storica Eleonora Jedlińska, una «mano sicura», professionale, non timorosa; l'insieme ha un aspetto sì frettoloso, ma non casuale. Dalla correttezza di tale interpretazione dipende la plausibilità dell'attribuzione a Lewinter, che fu professionista e fotografo ufficiale del lager, piuttosto che a Streissberg.
Il colonnello Smirnov illustrò un'immagine ma, anche se non è dato sapere quale, non doveva trattarsi della celebre foto, poiché egli mancò di sottolinearne le caratteristiche più vistose, come la disposizione dell'orchestra, la posizione del direttore e l'abbigliamento dei musicisti. Per giunta, identificò l'Obergruppenführer Fritz Gebauer in un uomo a destra in divisa chiara, e dietro di lui il suo cane Rex, addestrato per attaccare le persone e «farle a pezzi»: affermazione palesemente poco credibile se riferita a un bassotto. L'USHMM identifica l'uomo in uniforme chiara in Gebauer e l'uomo alto sulla destra nell'Obersturmführer Willhaus, chiarendo che il cane apparteneva a quest'ultimo.

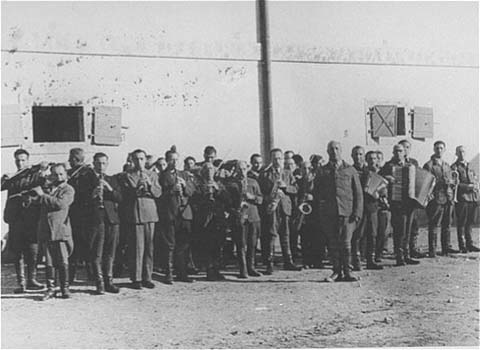
Una diversa immagine dell'orchestra del lager di Janowska, presa con ogni probabilità da Herman Lewinter

Un'altra immagine che ritrae l'orchestra di Janowska schierata in riga fu presa con ogni probabilità da Lewinter. Ne esiste una variante, che fu prodotta al processo di Norimberga e che inquadra sulla destra anche due ufficiali (Willhaus e Friedrich Warzok) con un pastore tedesco. L'orchestra mostra varie differenze nell'organico rispetto alla foto iconica. Nota poi de Haan che neanche questa può essere l'immagine mostrata da Smirnov, perché in ogni caso non raffigura Gebauer.
Secondo Dietz l'orchestra disposta in cerchio della foto iconica potrebbe essere in realtà l'orchestra del ghetto di Leopoli, e la sua identificazione con l'orchestra del lager rifletterebbe acriticamente una pura interpretazione degli inquirenti.

### Identificazione del brano e dell'autore
La narrazione sul Tango della morte non ha mai consentito la chiara identificazione di un brano. Alla versione tradizionale, in cui esso viene composto dagli stessi prigionieri per ordine delle SS, si contrappongono due varianti nelle quali il tango è un pezzo già celebre riarrangiato. Tutte e tre le versioni fanno i conti con il mancato rinvenimento di qualsiasi spartito, tanto più sorprendente se si considera che dovrebbero esistere arrangiamenti e trascrizioni per tutti gli strumenti, senza contare la possibilità che l'organico cambiasse nel tempo, con l'ingresso di nuovi componenti e di strumenti diversi.
Sono state proposte tre ricostruzioni delle note del Tango della morte. La prima fu trasmessa dalla superstite Anna Muziczka (1964); la seconda pare essere stata reperita in archivio dal giornalista ucraino Igor Mališevskij (1982); la terza fu trascritta dal reduce Bohdan Koch nel memoriale Sens žyttja (2003). Un'incisione di quest'ultima si conserva al museo memoriale Terytorija Teroru di Leopoli. Eseguita al pianoforte e al bandoneon, e processata dall'app Shazam, la versione di Koch non è stata identificata in alcuna melodia nota. Le altre due sono state ricondotte ad altrettanti tanghi famosi.
Le prime battute del brano trascritto da Bohdan Koch:

#### Brano originale
La versione secondo la quale il tango fu appositamente composto lascia incertezza sull'autore, identificato di volta in volta in Jacub Mund, Leonid Striks, Zygmunt Schatz, Eduard Steinberger o Zygmunt Schlechter. Quest'ultimo nome è indicato da Wiesenthal, che avrebbe appreso della vicenda proprio da Schlechter; non è chiaro però di chi si tratti.
Secondo Friedman il committente della composizione fu Richard Rokita. Nel report di Tokarev è invece il comandante Willhaus a informare Striks di aver incaricato un altro docente, anche lui internato, della composizione del pezzo. Tokarev non conferma la tesi di Smirnov che il titolo Todestango fosse prestabilito, e sostiene invece che si trattò del soprannome attribuito al brano dai prigionieri. Tra i circa 500 brani di musica concentrazionaria raccolti da Francesco Lotoro nel 2011, sei sono identificati dal titolo come tanghi, ma nessuno come Todestango.

#### Plegaria
Aleksander Kulisiewicz, sopravvissuto a Sachsenhausen e curatore della collezione che porta il suo nome, raccolse la testimonianza resa dalla superstite Anna Muzyczka a Jan Tacina (1964). A quest'ultimo la donna aveva trasmesso una canzone, completa di testo in tedesco. Tacina trascrisse il testo e i nomi delle note intonate, sulla cui base Kulisiewicz identificò il Tango della morte in Plegaria, del compositore argentino Eduardo Bianco. Al testo dattiloscritto fu aggiunto a matita il titolo grammaticalmente errato Das Todestango. Il brano fu incluso nell'album Songs from the Depths of Hell (1979).
Le note intonate da Anna Muzyczka:
L'incipit del canto di Plegaria:
Il testo fu annotato in originale tedesco e traduzione polacca. In tedesco recita:
Questo testo è rimasto anonimo. Willem de Haan lo attribuisce a quello Schlechter menzionato da Wiesenthal come compositore del Tango della morte: si tratterebbe in realtà del paroliere Emanuel Szlechter, il cui vero nome era Edmund (non Zygmunt). Sceneggiatore cinematografico del periodo interbellico, Szlechter fu autore del testo di molti brani di successo, tra i quali almeno venti tanghi.
La ricostruzione di Tacina e Kulisiewicz presenta diversi punti deboli. Anna Muzyczka era polacca di Leopoli, eppure avrebbe conservato in memoria per più di vent'anni, oltre a una melodia non orecchiabilissima, un testo in tedesco udito un'unica volta al momento della liquidazione del campo. Il testo in polacco – che parla solo di un «tango» imprecisato e non del Tango della morte – è poi redatto in distici di ottonari metricamente esatti e in rima baciata, mentre quello tedesco presenta una maggior libertà di metro e di rima, come se fosse la traduzione e non l'originale. Il tedesco era quasi certamente incomprensibile ai tre quarti dei prigionieri ebrei di Janowska.
Le conoscenze di Kulisiewicz sul lager di Leopoli sembrano derivare da Borwicz. La sua incisione funse però da suggestione ulteriore nell'avvalorare la vicenda, al punto di indurre il critico John Felstiner a non escludere la possibilità che Paul Celan si sia ispirato proprio a Plegaria nel comporre la celebre poesia Fuga di morte (in originale Todesfuge). Celan, che inizialmente intitolò la poesia proprio Todestango, avrebbe udito il brano da Bianco a Parigi, oppure in campo di concentramento, magari proprio a Janowska dove potrebbe essere stato di passaggio. Lo storico del tango Julio Nudler si spinge ad attribuire proprio a Celan la coniazione del nomignolo Todestango per Plegaria. Si tratta in entrambi i casi di pure speculazioni. Sembra probabile, come nota lo stesso Felstiner, che Celan si sia imbattuto nel resoconto del giornalista russo Konstantin Simonov – il quale riferiva dell'uso del tango e del foxtrot negli altoparlanti di Majdanek durante una marcia degli ebrei verso il forno crematorio – e che abbia letto gli articoli dell'Izvestija sulle indagini della ČGK.
Eduardo Bianco è stato lungamente tacciato di filonazismo, ma la tesi delle sue simpatie per il regime sembra provenire dallo scrittore e paroliere Enrique Cadícamo, che parla di lui per sentito dire. Il compositore argentino avrebbe debuttato alla Scala di Berlino, davanti a Hitler e Goebbels, nel 1939. Si ha notizia certa di tre apparizioni della sua orchestra di tango alla Scala: nel marzo 1939 (quando in effetti eseguì Plegaria), nell'ottobre-novembre 1940 e nel marzo 1942. Dai diari di Goebbels per il primo evento e dalle foto scattate da Josef Donderer per gli altri due appare chiaro che né Hitler né Goebbels furono mai presenti. È possibile che il compositore, come del resto molti suoi colleghi, si mantenesse acritico verso il regime per non pregiudicare le proprie opportunità di carriera, tanto più che l'Argentina era paese amico della Germania nazista.
La tesi che identifica il Tango della morte in Plegaria sostiene che il brano fu riarrangiato da Jakub Mund o da Zygmunt Schatz. Storici argentini del tango come Nudler e José Judkovski sono persuasi da quest'ipotesi. Judkovski, tanto nel saggio El tango, una historia con judíos (1998) quanto nel documentario omonimo girato con Gabriel Pomieranec, si spinge ad accogliere una versione estrema della narrazione: Plegaria sarebbe stato eseguito nell'accompagnare gli ebrei alle camere a gas dei campi di sterminio. L'autore contamina così la leggenda del Todestango con un'altra nota leggenda, che vede gli ebrei condotti a morte sulle note di Wagner.
Attesta Dietz che ancora nel 2022 Plegaria era tabù nei circoli di tango, per effetto della nomea che lo identifica con il Tango della morte.

#### To ostatnia niedziela

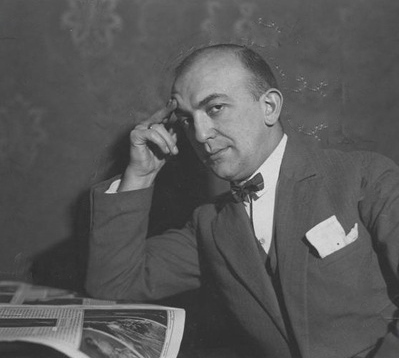
Jerzy Petersburski

Altra versione, sorta dalla sceneggiatura di Mališevskij per il documentario Vosem' taktov zabytoj muzyki di Arnaldo Fernández (1982), sostiene invece che il brano era il malinconico tango To ostatnia niedziela dell'ebreo polacco Jerzy Petersburski. Zygmund Leiner fu l'unico tra i superstiti intervistati a ricordarsi di un tango udito nel lager di Janowska. L'identificazione con To ostatnia niedziela avvenne mostrando un frammento di otto battute al docente Stepan Charina.
La tesi è avallata dal documentario The Last Klezmer: Leopold Kozlowski, His Life and Music di Yale Strom (1994). Il protagonista, musicista sopravvissuto all'Olocausto, sostiene che fosse proprio To ostatnia niedziela il brano che i nazisti lo obbligavano a suonare nei campi di Kurowice e Jaktorów, satelliti del lager di Janowska, durante le esecuzioni. Anche in tal caso il tango sarebbe stato riarrangiato, dallo stesso Kozlowski.
Mališevskij dichiara di aver reperito il frammento musicale all'archivio di Stato dell'oblast' di Leopoli, tra i documenti della ČGK. Sorprende però che Sergej Kuz'min, il quale ebbe uno speciale interesse per il Tango della morte e si affannò alla ricerca della sua melodia, non ne abbia mai fatto menzione. Un sostenitore della tesi di To ostatnia niedziela è il superstite dell'Olocausto Moshe Hoch, musicista e storico, che tuttavia non fu internato a Janowska ma riuscì a nascondersi durante l'occupazione nazista.

### Identificazione del direttore
Nella sua accusa, il colonnello Smirnov sostiene che il ruolo di direttore d'orchestra fu ricoperto dagli eminenti Mund e Striks. Le varie fonti si alternano nel ritenere l'orchestra diretta dall'uno o dall'altro, o da entrambi. Non è escluso neppure che fosse diretta da un uomo delle SS, come riportato nella didascalia di un disegno tracciato dal sopravvissuto di Janowska Willi Ochs.
Wiesenthal ricorda che a dirigere i concerti classici per le SS era il vicecomandante del campo, Rokita, che sarebbe stato un violinista o un direttore d'orchestra jazz. Rokita era effettivamente un musicista: rivestì questo ruolo nell'esercito durante la prima guerra mondiale e in seguito nelle SS, ma non è noto quale strumento suonasse. Gli indizi che emergono dalla sua biografia non depongono per il violino. Nessuna delle testimonianze raccolte nel 1944, d'altronde, riferisce di averlo mai sentito suonare, né di aver appreso da altri che fosse violinista. Un singolo superstite lo associa alla tromba. Fu arrestato il 21 settembre 1960 e in interrogatorio confermò di aver fondato l'orchestra dei prigionieri, sebbene sia impossibile stabilire se ciò rispondesse al vero o fosse solo una tattica per ingentilire la propria immagine.

### Morte degli orchestrali
Il resoconto dell'interrogatorio di Anna Pojcer sulla fine degli orchestrali era piuttosto scarno, ma nel report di Tokarev sul processo di Krasnodar esso si arricchisce di dettagli sul contegno dei musicisti: questi, spogliati uno alla volta e colpiti a morte dalle SS, non mostravano timore e, allo spegnersi graduale della musica, tentavano di suonare più forte. La vicenda giunge al culmine nel gesto eroico del direttore (Striks) il quale, ultimo a cadere, sollevando l'arco del violino davanti ai carnefici, avrebbe intonato una canzone come atto estremo di resistenza. Un resoconto simile è riportato da Kuz'min, ma con differenze anche vistose – la musica si spegne gradualmente – e aggiunta di dettagli sull'atteggiamento sardonico delle SS.
Nel 1944 Anna Pojcer fu ascoltata meno che ventenne in un interrogatorio che avrebbe potuto intimidirla, davanti ad autorità che sospettavano gli stessi testimoni di collaborazionismo: potrebbe perciò aver adattato inconsciamente il proprio racconto alle aspettative degli inquirenti. Nell'occasione non parlò di un tango e non indicò neppure il direttore come l'ultimo musicista a cadere.
Una nuova testimonianza emerse solo il 30 gennaio 1960, quando il reduce Ignacy Misiewicz sostenne di aver assistito anche lui alla scena dalla cucina del campo. Nel resoconto di Misiewicz, Striks viene ucciso da Richard Rokita, che poi fredda alla pistola altri cinque musicisti per sterminare infine tutti gli altri a colpi di mitragliatrice. Misiewicz ricorda male la data dell'evento, collocandolo nel 1942: ciò è coerente con il fatto che a Janowska le esecuzioni all'interno del campo avvennero solo fino al 1º luglio 1943, quando Warzok subentrò a Willhaus come comandante, ma non con la coincidenza tra la morte dei musicisti e lo smantellamento del campo, che fu ovviamente attuato dopo quella data.
Vi sono ragioni per dubitare, anche se non si può escludere, che la deposizione di Anna Pojcer sia realmente avvenuta al processo, nella cui documentazione non figura. Qualora sia avvenuta, il lungo lasso di tempo dalla prima testimonianza rende probabile che il ricordo della superstite si sia arricchito di nuovi dettagli, sia genuinamente ricordati sia frutto di falsa memoria.
Resta poi il sospetto che la testimonianza sia stata inquinata da un intento propagandistico e alterata dagli autori dei due report. Essi d'altronde non avevano assistito al processo, ma riferivano solo sulla base delle risultanze dell'interrogatorio e di quelle processuali assemblate tra loro dal KGB. Il processo di Krasnodar fu un processo esemplare; i resoconti di Tokarev e Kuz'min appartengono a due pubblicazioni intese a dimostrare il diverso approccio ai crimini di guerra da parte dell'Unione sovietica e del mondo capitalista. Ne risulterebbe perciò una storia che enfatizza la brutalità «tedesca» e l'eroismo «russo».
Con ogni probabilità gli orchestrali furono uccisi in un ampio fossato esterno al lager.

## Fondamento storico
Il fatto che a Janowska sia esistito un ensemble strumentale è sufficientemente provato, ma non si è conservata alcuna documentazione del suo repertorio, e in particolare non esistono spartiti di un Todestango. Ciò è in linea con la generale mancanza di documentazione originale sul lager. Non v'è prova che una composizione sia stata commissionata ai musicisti, né che un brano già noto abbia incarnato il ruolo del Tango della morte. Alcuni sostengono che il nomignolo investisse una o più composizioni, se non proprio qualunque musica eseguita durante le esecuzioni.
Nel 2023 de Haan accetta l'ipotesi che l'orchestra di Janowska suonasse un tango durante la messa a morte dei prigionieri: ciò sulla base delle memorie di Zygmunt Leiner, che a distanza di molti anni (1990) lo ricordava eseguito per accompagnare le impiccagioni, mentre nelle fucilazioni si sarebbero usati i valzer di Strauß e nelle torture il foxtrot. L'autore ritiene improbabile che il tango fosse stato appositamente composto e altrettanto improbabile che si trattasse di Plegaria, mentre – pur riconoscendo che si tratta comunque di una speculazione – considera più verosimile l'ipotesi di To ostatnia niedziela, anche per via della maggior popolarità di questo tango in Polonia. Scarta invece Plegaria supponendo che il testo cantato sulla sua musica parli del Todestango («Das Todestango spielt», «suona il Tango della morte») e non sia quindi il testo del Todestango stesso.
Dietz ritiene invece che anche la memoria di Leiner sia viziata dalla leggenda, che il testimone aveva udito nel frattempo, e privilegia l'ipotesi che l'orchestra – o forse una semplice banda – eseguisse in realtà una o più marce. Illuminanti sarebbero in questo senso le memorie del giovane Stefan Schoenfeld e del rabbino Kahane. Sfuggito al lager, Stefan si arruolò nell'Armata Rossa e cadde in battaglia contro i tedeschi. La sua testimonianza su Janowska, da lui stilata nell'autunno 1943, è riportata nell'Unknown Black Book a cura di Al'tman e Rubenstein (2008). Il giovane parla di una «banda di ottoni» che suona sempre la «stessa marcia». Joachim Schoenfeld, suo padre, a sua volta internato a Janowska, pubblicò della memoria una diversa versione, in cui «un'orchestra suonava più e più volte la stessa marcia, il Tango della morte». Kahane riferì invece che nel campo risuonava «brutale e cinica» la melodia della Marcia Radetzky. Nel controsenso di chiamare «tango» una marcia e nel rinunciare ad affidarsi alla propria memoria, Joachim avrebbe inteso da un lato rendere omaggio al figlio caduto, dall'altro contribuire a una memoria collettiva il più possibile completa, adeguando il racconto di Stefan alla narrazione comune.
È un fatto che il Todestango non sia mai menzionato nelle testimonianze rese dai reduci di Janowska nel 1944. La stessa Anna Pojcer, in interrogatorio, non parlò di un tango. Nessuno poi ha mai saputo descrivere a parole il carattere del Tango della morte, com'era senz'altro possibile e com'è infatti avvenuto per altre melodie, né alcun testimone ha mai collocato l'esecuzione del brano in una situazione concreta, in un certo spazio, in un dato momento. Questa sostanziale «incorporeità» della composizione parrebbe trapelare anche dalle memorie di Wells – che ricorda il Todestango suonare «per molti [...], se non tutti», e che il brano era chiamato così «[solo] in quelle occasioni»  – così come dalle memorie di Borwicz, che sembrano ripetere un topos. Si tratterebbe quindi di un concetto astratto, equivalente a quello espresso dalla reduce di Auschwitz Seweryna Szmaglewska, che parlò di marce tedesche rimaste impresse nella memoria dei prigionieri come una Todesmarsch (marcia della morte).
Dietz conclude che nessuna composizione specifica assunse mai il ruolo del Tango della morte, e che il nucleo di verità della leggenda sta nel modo in cui i prigionieri percepivano la musica, come parte del regime di terrore del lager. Si sarebbe quindi trattato di marce suonate all'ingresso del campo, com'è attestato in quasi tutti i lager nazisti, tant'è vero che proprio alla «porta della morte» (Todestor) di Janowska le SS, durante gli appelli mattutini e serali, separavano i prigionieri ancora abili al lavoro dagli esausti pronti per l'eliminazione.

## Valore del mito
La ricostruzione tradizionale della vicenda del Tango della morte è stata interpretata come frutto di falsa memoria, anche se si innesta su fatti reali, che furono forse mitizzati in parte dalla propaganda sovietica e in parte da una spontanea tensione a rendere gli eventi emblematici, densi di significato.
I ricordi dei sopravvissuti all'Olocausto tendono a essere lacunosi e frammentari – com'è in realtà nella natura di qualsiasi testimonianza – e non rappresentano una buona fonte di conoscenza dei fatti storici. La psicologia cognitiva spiega l'inaffidabilità delle testimonianze sulla Shoah in termini di memoria fittizia. Ciò tuttavia, secondo gli studiosi moderni, non autorizza a bollare frettolosamente i ricordi dei reduci come falsi. Sulla scia di Young, Dietz adotta la prospettiva di considerarli non «deviazioni dalla realtà», ma «ingredienti» di essa: ogni racconto sarebbe una traccia che, in riferimento ad altre tracce e in collegamento con l'insieme delle fonti, concorrerebbe a far luce sui fatti storici.
A sua volta de Haan, citando Friedländer e Lorenz, ricorda come i resoconti storici più moderni non si fondino semplicemente sui fatti, ma anche sulla loro interpretazione e rappresentazione, ponendo così l'accento sul contributo dato alla memoria collettiva dalla fabbricazione di racconti «significativi», senza una linea di demarcazione netta tra storia e mito. Una visione più equilibrata della storia coniuga dunque lo spirito critico con l'empatia, a patto che il riesame dei fatti non resti sempre sacrificato al pur doveroso tributo alle vittime.
In questo senso il mito del Tango della morte, al pari di ogni leggenda e in particolare delle molte esistenti sull'Olocausto, non è una falsificazione della realtà, bensì una narrazione plausibile costruita intorno a una storia autentica. Il fiorirsi di particolari ha rafforzato la plausibilità del mito: il suo valore sta proprio in questa plausibilità, che consente a chi ha vissuto un trauma di condividerlo, e a tutti gli altri di meglio comprendere il passato tramite il significato che i fatti assumono per il narrante e l'empatia che genera la narrazione.
In concreto, la vicenda del Tango della morte pone meglio in luce il ruolo della musica nei campi di concentramento e sterminio. Se, nell'ambito di quella che è stata chiamata «americanizzazione delle narrazioni musicali dell'Olocausto», la musica dei lager è stata vista solo come sostegno emotivo per i deportati, fonte di speranza e sprone a resistere, in grado di rafforzare autostima e istinto di sopravvivenza, la narrazione tradizionale dei fatti di Janowska smonta questa comune opinione, mostrando la musica nella sua funzione di tortura e terrore, che – insieme ad altre forme di abuso – contribuì a distruggere l'umanità dei prigionieri, esacerbandone la disperazione e annullandone la stima di sé nel mentre rafforzava quella delle SS.
Per altro verso il mito eroico, se visto solo nella sua dimensione morale e di speranza, rischia invece di offuscare lo sguardo sul vissuto dei musicisti nei campi di concentramento, costretti a un'attività musicale «ingranaggio della più grande ruota della macchina di morte» del lager, e ad accompagnare con la musica umiliazioni, torture, inganni, assassinii, per ricavare poi da tutto ciò – a patto di sopravvivere – depressione e senso di colpa per il resto dei propri giorni.

## Origine e senso della propaganda

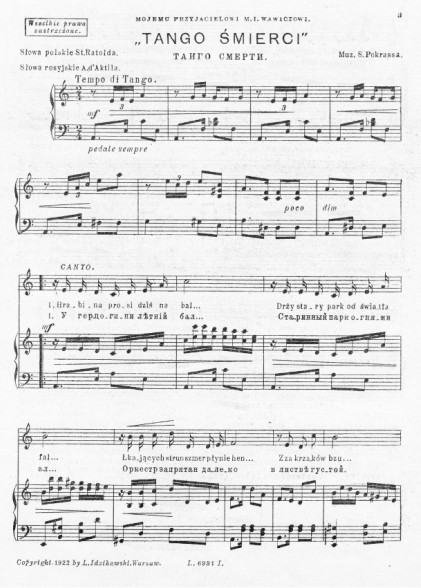
Tango smerti di Pokrass

Dirk E. Dietz ha tentato di rintracciare la suggestione da cui potrebbe aver avuto origine la leggenda del Tango della morte. Gli inquirenti sovietici potrebbero aver modellato i fatti su ispirazione di un ben noto slogan: l'espressione Tango smerti era già stata usata dalla propaganda bolscevica, come attesta la prima pagina della Pravda del 15 febbraio 1922. L'articolo di spalla, a firma di Nikolaj Meščerjakov, si intitolava proprio Tango smerti e attaccava i rifugiati bianchi, ricchi e nobili, che nell'esilio mantenevano un alto tenore di vita mentre il popolo e i soldati dell'Armata Rossa morivano di stenti. Il Tango della morte esprimerebbe quindi la metafora della «festa in tempo di pestilenza» tenuta dagli emigrati.
Dietz suggerisce ancora che lo slogan potrebbe a sua volta ispirarsi a una vera composizione musicale, di Samuel Pokrass (1922). Tango smerti di Pokrass fu pubblicato in Polonia presso Idzikowski, con testo bilingue russo e polacco. Fu seguito nel 1923 da una Čardaš smerti (Csárdás della morte) e dovette in effetti godere di una certa popolarità proprio tra gli emigranti, se è vero che la loro gazzetta, la Novoe russkoe slovo di New York, lo pubblicizzò almeno otto volte tra il 1929 e il 1935.
Quanto all'effetto propagandistico che gli organi di stampa sovietici, Pravda e Izvestija, avrebbero perseguito nel dare risalto alla vicenda, nell'impossibilità di conoscerlo, Dietz lo suppone legato alla supremazia vantata da tempo dalla Germania in campo musicale: i tedeschi, che nell'enfasi di Goebbels erano «il popolo più musicale del mondo», avevano dunque perpetrato uno sterminio di persone inermi con l'accompagnamento di quella che da tempo consideravano «la più tedesca delle arti».